# El Güegüense
Au Nicaragua, El Güegüense (s'écrit aussi Güegüence) est une tradition théâtrale satirique, mêlant théâtre de rue masqué, musique et ballet folklorique.

## Présentation
Le personnage central dont le nom provient du mot Güegüe, (l'ancien ou le sage, en langue nahuatl) symbolise la résistance des amérindiens au colonisateurs espagnols et par extension, au pouvoir. Tout en feignent la servilité, il cherche à se moquer et à faire des farces, pour saper l’autorité du maître.
On compte 314 textes, dont certains remontent, suivant les sources, au XVIIe siècle ou au XVIIIe siècle, qui sont joués dans un mélange d'espagnol et de nahuatl.
El Güegüense a été proclamé en 2005 chef-d'œuvre du patrimoine culturel immatériel de l'humanité par l'UNESCO.